# Stazione di Toline
La stazione di Toline è una fermata ferroviaria della linea Brescia-Iseo-Edolo a servizio dell'omonimo centro abitato, frazione del comune di Pisogne.

## Storia
La fermata fu aperta al servizio pubblico l'8 luglio 1907, assieme al tronco ferroviario Iseo-Pisogne.

## Strutture e impianti
La stazione dispone di un fabbricato viaggiatori costruito secondo lo stile delle fermate della Società Nazionale Ferrovie e Tramvie (SNFT).
L'accesso all'utenza del binario di corsa della linea ferroviaria è garantito da una banchina lunga 28 m.

## Movimento
La stazione è servita dai treni regionali (R) della relazione Brescia-Breno/Edolo, eserciti da Trenord nell'ambito del contratto di servizio stipulato con la Regione Lombardia.

## Servizi
- Biglietteria automatica
- Sala d'attesa